# Постригач Надія Олегівна
Наді́я Оле́гівна Пострига́ч (нар. 19 січня 1972 року, Тернопіль) — педагог, кандидат біологічних (2002), доктор педагогічних наук (2021). 

## Біографічні дані
Народилася 19 січня 1972 року в Тернополі.
У 1994 році закінчила Тернопільський педагогічний інститут, за спеціальністю «біологія і хімія», у 1995 році за спеціальністю «практична психологія», а у 2009 році — Київський славістичний університет, за спеціальністю «новогрецька філологія». 
З 1998 року працювала у Науковому центрі радіаційної медицини АМНУ; з 2005 року — старший науковий співробітник Інституту педагогічної освіти і освіти дорослих НАПНУ.

## Наукова робота
Вивчає розвиток педагогічної освіти й освіти дорослих, механізми забезпечення якості освіти у країнах Південної Європи та Туреччині.

### Основні праці
За ЕСУ:
- Розвиток педагогічної освіти в Греції, Італії та Іспанії (кінець ХХ — початок ХХІ століття): тенденції та перспективи. — К.; Т., 2019;
- Європейський інструментарій забезпечення якості педагогічної освіти наприкінці ХХ — початку ХХІ століття: виклики для України // Новий колегіум. — 2022. — № 3;
- Peculiarities of implementation of lifelong learning policy in Turkey // ScienceRise: Pedagogical Education. — 2022. — № 3;
- Реформування змісту професійної підготовки вчителя в умовах європейської інтеграції // Новий колегіум. — 2023. — № 1—2.[2]